# Bessey-lès-Cîteaux
Bessey-lès-Cîteaux är en kommun i departementet Côte-d'Or i regionen Bourgogne-Franche-Comté i östra Frankrike. Kommunen ligger i kantonen Genlis som tillhör arrondissementet Dijon. År 2022 hade Bessey-lès-Cîteaux 685 invånare.

## Befolkningsutveckling
Antalet invånare i kommunen Bessey-lès-Cîteaux
Referens:INSEE